# Margit Gennser
Siv Margit Gennser, född 15 november 1931 i Helsingborg, död 2 juli 2024, var en svensk civilekonom och politiker (moderat), som var riksdagsledamot 1982–2002.

## Utbildning
Gennser avlade ekonomexamen vid Handelshögskolan i Stockholm 1955 och blev civilekonom.

## Karriär
Gennser var handelslärare i Malmö 1956–1959, barnledig 1960–1962, biträdande lärare i företagsekonomi vid Lunds universitet 1962–1965 (1967), redaktör på Hermods 1965–1966, chef för produktion av merkantila kurser och läromedel i handelsämnen 1967, förlagschef på Hermods-Studentlitteratur 1967–1970, extra lektor i företagsekonomi vid Lunds universitet 1971–1972 och verksam som egen företagare och författare från 1971.
Gennser var 1982–2002 riksdagsledamot för Malmö kommuns valkrets. Hon var ersättare i Malmö kommunfullmäktige 1973–1976 samt ordinarie ledamot 1976–1983 och 1985–1988. Hon var vice ordförande i museinämnden 1974–1976 och i personalnämnden 1978–1982. Hon tillhörde Kommunförbundets förhandlingsdelegation 1976–1982 och från 1985, var ledamot av förvaltningsrättsutredningen och 1980 års företagsbeskattningsutredning. Hon var ordförande för föreningen Medborgare mot EMU inför folkomröstningen om införande av euron. Hon var ordförande för Medborgare för folkomröstning.

## Böcker av Margit Gennser
- Kostnads och intäktsanalysens ABC (1965)
- Företagets ekonomi (tillsammans med Lars O Andersson, 1967)
- Redovisa och bokföra (tillsammans med Lars O Andersson, 1968)
- Vägar för distribution (tillsammans med Lars O Andersson, 1970)
- Frågor om skatt (tillsammans med Lars O Andersson, 1969)
- Arbetslivsorientering del 1 (tillsammans med Lennart Sahlsten, 1973)
- Arbetslivsorientering del 2 (tillsammans med Lennart Sahlsten, 1975)
- Löntagaraktier eller fackföreningsfonder? (1976)
- Kommunen betalar (1982)
- Får jag lov?: att privatisera (1988)
- EMU – en kritisk analys (1997)
- Den rätta medicinen: apoteksmonopolet vid vägs ände (1998)
- Pensionsreformens andra steg: en reform av socialförsäkringen för bättre arbetsliv och ett friskare folk (2004)
- Pensionsreformen: ideologi och politik (2008)